# NGC 75
NGC 75 ist eine linsenförmige Galaxie vom Hubble-Typ S0 im Sternbild Fische auf der Ekliptik. Sie ist schätzungsweise 265 Millionen Lichtjahre von der Milchstraße entfernt und hat einen Durchmesser von etwa 85.000 Lichtjahren.
Das Objekt wurde am 22. Oktober 1886 von dem amerikanischen Astronomen Lewis A. Swift entdeckt.